# Шилп бај Рендсбург
Шилп бај Рендсбург (њем. Schülp b. Rendsburg) општина је у њемачкој савезној држави Шлезвиг-Холштајн. Једно је од 165 општинских средишта округа Рендсбург. Према процјени из 2010. у општини је живјело 1.107 становника. Посједује регионалну шифру (AGS) 1058148.

## Географски и демографски подаци
Шилп бај Рендсбург се налази у савезној држави Шлезвиг-Холштајн у округу Рендсбург. Општина се налази на надморској висини од 7 метара. Површина општине износи 10,7 km². У самом мјесту је, према процјени из 2010. године, живјело 1.107 становника. Просјечна густина становништва износи 103 становника/km².